# Les Covetes
Les Covetes és una serra situada al municipi de les Avellanes i Santa Linya a la comarca de la Noguera, amb una elevació màxima de 787 metres.